# Buzău (stacja kolejowa)
Buzău (rum: Gare Buzău) – stacja kolejowa w Buzău, w Okręgu Buzău, w Rumunii. Stacja jest obsługiwana przez pociągi CFR Călători. Otwarta w 1873 roku, rok po uruchomieniu linii kolejowej Bukareszt-Gałacz i znajduje się na kilometrze 128 magistrali nr 500. Jest ważnym węzłem kolejowym.

## Położenie
Stacja znajduje się w środkowo-południowej części Buzău, na półkolistym placu przy Bd. 1 Decembrie 1918 nr 1.
Stacja jest głównym ośrodkiem transportu publicznego w Buzău. Dziewięć z dziesięciu linii autobusowych ma swój przystanek w rejonie stacji, a sześć z nich kończą tutaj trasę.

## Linie kolejowe
- Bukareszt – Vicșani
- Buzău – Fetești
- Buzău – Nehoiașu